# Municipio de Big Creek (condado de Phillips)
El municipio de Big Creek (en inglés: Big Creek Township) es un municipio ubicado en el condado de Phillips en el estado estadounidense de Arkansas. En el año 2010 tenía una población de 425 habitantes y una densidad poblacional de 4,27 personas por km².

## Geografía
El municipio de Big Creek se encuentra ubicado en las coordenadas 34°29′4″N 90°53′36″O / 34.48444, -90.89333. Según la Oficina del Censo de los Estados Unidos, el municipio tiene una superficie total de 99.65 km², de la cual 99,65 km² corresponden a tierra firme y (0 %) 0 km² es agua.

## Demografía
Según el censo de 2010, había 425 personas residiendo en el municipio de Big Creek. La densidad de población era de 4,27 hab./km². De los 425 habitantes, el municipio de Big Creek estaba compuesto por el 35,06 % blancos, el 63,06 % eran afroamericanos y el 1,88 % eran de una mezcla de razas. Del total de la población el 0,71 % eran hispanos o latinos de cualquier raza.